# Araçaí
Araçaí é um município brasileiro do estado de Minas Gerais. Sua população recenseada em 2022 era de 2 181 habitantes.